# Distretto di Pillco Marca
Il distretto di Pillco Marca è un distretto del Perù nella provincia di Huánuco (regione di Huánuco) con 23.896 abitanti al censimento 2007, dei quali 19.907 censiti in territorio urbano e 3.989 in territorio rurale.
È stato istituito il 5 maggio 2000, ed ha come capoluogo la località di Cayhuayna.